# Phénylalanine
La phénylalanine (abréviations IUPAC-IUBMB : Phe et F) est un acide α-aminé dont l'énantiomère L est l'un des 22 acides aminés protéinogènes, et l'un des 9 acides aminés essentiels pour l'Homme. Elle est encodée sur les ARN messagers par les codons UUU et UUC. Elle est caractérisée par un groupe phényle, ce qui en fait un résidu apolaire aromatique, dont le cycle benzénique lui confère un spectre d'absorption particulier dans l'U.V, autour de 260 nm de longueur d'onde. 
L'action de la phénylalanine hydroxylase la transforme en un autre acide aminé, la tyrosine.
La phénylalanine est un précurseur de la dopamine, de la noradrénaline, de l'adrénaline et de la mélanine. L'aspartame en dérive également.

## Biosynthèse
Seuls les micro-organismes et les plantes sont capables de synthétiser la phénylalanine.

## Chimie industrielle
La phénylalanine est, avec l'aspartate, l'un des deux constituants de l'aspartame, un dipeptide utilisé comme édulcorant dans les boissons et les aliments dits « légers » (notamment les sodas light) pour son pouvoir sucrant 200 fois supérieur à celui du saccharose et sa faible valeur énergétique.

## Biochimie
La phénylcétonurie est une maladie génétique caractérisée par des troubles neurologiques et comportementaux graves. Elle est due à la progression d'une version non efficiente de l'enzyme dégradant la phénylalanine, la phénylalanine hydroxylase, à la suite d'une mutation d'un gène situé sur le chromosome 12. Cela entraîne une concentration sanguine en phénylalanine trop élevée chez l'individu malade, notamment dans le sérum et le cerveau. Toxique à forte concentration, celle-ci s'accumule alors dans l'organisme, provoquant des lésions de la myéline et de la substance blanche. Le dépistage néonatal par le test de Guthrie, permet l'instauration rapide d'une diète alimentaire stricte permettant de limiter la concentration de phénylalanine et d'éliminer la plupart des symptômes.

## Phénylpropanoïdes
La phénylalanine joue un rôle majeur dans le monde végétal : il s'agit de la molécule dont dérivent tous les phénylpropanoïdes, qui comprennent entre autres les coumarines, les flavonoïdes, les stilbénoïdes, ainsi que les monolignols, les monomères de la lignine et de la lignane qui constituent les parois des cellules végétales.
La phénylalanine est d'abord transformée en acide cinnamique par l'action de l'enzyme phénylalanine ammonia-lyase (PAL). Ce dernier est ensuite converti par des séries d'hydroxylation, méthylation et réductions enzymatiques en différents précurseurs de chacune des classes de phénylpropanoïdes.

## Alimentation
On retrouve de la phénylalanine dans la plupart des aliments communs :
- céréales et produits céréaliers ;
- racines féculentes, tubercules ;
- légumineuses et produits dérivés ;
- noix et graines ;
- légumes ;
- fruits ;
- viande et volaille ;
- œufs ;
- poisson, crustacés, mollusques et produits à base de poisson ;
- lait et produits laitiers ;
- levures et algues ;
- compléments alimentaires.

Les graines et légumes sont les aliments contenant le plus de phénylalanine, suivis de près par certains fromages (à pâte sèche en particulier).

### Étiquetage obligatoire
Certains produits doivent porter la mention Contient une source de phénylalanine, notamment les sels d'aspartame-acésulfame

## Médicale
La phénylalanine est présente notamment dans les chewing-gums contenant en grande majorité de l'aspartame (peptide édulcorant). Si cet aminoacide n'a pas d'effets dans les proportions de quelques gommes mâchées par jour, elle aura par contre un effet laxatif à des quantités plus grandes (à partir de 5 voire 6 gommes à mâcher par jour[réf. souhaitée]). En effet à forte dose, la phénylalanine accélère le transit intestinal.